# Gorky Park
Gorky Park (internationellt namn), Парк Горького (Park Gorkovo), var ett ryskt hårdrocksband. Det bildades 1987 och upplöstes 2001. Under sin karriär gav de ut album med låtar på både ryska och engelska.
Gruppnamnet är hämtat från parken i Moskva med samma namn.

## Bandsammansättning
- Nikolaj Noskov (sång)
- Alexej Belov (gitarr)
- Alexander Minkov, aka Alexander Marshall (bas, senare sång)
- Jan Janenkov (gitarr, tidigare Tsvety)
- Alexander Lvov (trummor, tidigare Aria)

## Diskografi
- Gorky Park (1989)[1]
- Moscow Calling (1993,[2] ommastrad 2008)
- Stare (1996)[2]
- Легенды Русского Рока (Legend of Russian Rock – Compilation) (1996) CD, MC – «Moroz Records»
- Protivofazza (1998)[1]